# 28 dni później
28 dni później (ang. 28 Days Later) – brytyjski thriller z 2002 roku w reżyserii Danny’ego Boyle’a, łączący elementy postapokaliptyczne i fantastycznonaukowe. Autorem scenariusza był Alex Garland, a główne role zagrali Cillian Murphy, Naomie Harris, Noah Huntley, Brendan Gleeson i Christopher Eccleston.
Akcja filmu osadzona jest w Wielkiej Brytanii po załamaniu się społeczeństwa i państwa po tym, jak przypadkowo doszło do wypuszczenia wysoce zaraźliwego wirusa. Fabuła skupia się na losach czwórki ocalałych ludzi, którzy próbują przeżyć, broniąc się przed atakami zarażonych osób.
Z racji dużej liczby wulgaryzmów i scen przemocy film w większości krajów został dopuszczony wyłącznie dla widzów pełnoletnich. W 2007 roku powstał sequel filmu pt. 28 tygodni później oraz została wydana powieść graficzna 28 Days Later: The Aftermath.

## Fabuła

### Incydent w laboratorium
Grupa bojowników o prawa zwierząt włamuje się do laboratorium, w którym przeprowadzane są eksperymenty na ssakach naczelnych. Podczas fotografowania laboratorium zostają przyłapani przez pracującego tam naukowca. Obezwładniony mężczyzna informuje napastników, że zwierzęta są zarażone czymś, co nazywa po prostu „szałem” (ang. rage), jednak aktywiści lekceważą go i wypuszczają z klatki jedną z małp. Ta natychmiast atakuje i zaraża aktywistów oraz naukowca.

### Ocaleni 28 dni po incydencie
Nagi i zarośnięty mężczyzna (Cillian Murphy) budzi się ze śpiączki w opustoszałym szpitalu. Przebrawszy się w strój pielęgniarza wychodzi z budynku, odkrywając, że cały Londyn jest całkowicie opuszczony i pełen śladów katastrofy. Wędrując pustymi ulicami w końcu trafia do kościoła wypełnionego ogromną ilością ludzkich zwłok. Tam też napotyka na dziwnie zachowującego się duchownego, a chwilę później mężczyzna jest już ścigany przez ludzi, którzy gonią go niczym zwierzynę łowną. W końcu zostaje uratowany przez dwójkę innych ludzi, Selenę (Naomie Harris) i Marka (Noah Huntley). Cała trójka udaje się do kryjówki w kiosku na stacji londyńskiego metra. Po krótkiej rozmowie okazuje się, że mężczyzną ze szpitala jest Jim, kurier rowerowy, który tuż przed wydarzeniami z początku filmu został potrącony przez samochód i zapadł w śpiączkę. Podczas gdy on pozostawał w letargu, Wielką Brytanią wstrząsnęła fala zamieszek. Spowodowali je ludzie zarażeni tajemniczym wirusem. W przeciągu kilku sekund czyni on z chorego niezwykle agresywną istotę próbującą zakazić niezakażonych. Rząd zareagował zbyt późno i nie udało się przeprowadzić na czas ewakuacji miast. Życie stało się walką o przetrwanie. Jim jest pierwszą niezarażoną osobą, którą napotkali Selena i Mark od sześciu dni, co pokazuje, jak szybko wirus rozprzestrzenił się przez ostatnie cztery tygodnie.
Selena i Mark towarzyszą Jimowi w drodze do domu jego rodziców. Na miejscu okazuje się, że popełnili oni samobójstwo przez przedawkowanie środków nasennych. W liście pożegnalnym napisanym do syna informują go, że teraz śpią razem z nim i proszą, by nie budził się ze śpiączki. Jim, niedożywiony i wyczerpany po całodniowej wędrówce, zaczyna majaczyć – wydaje mu się, że rozmawia ze swoimi rodzicami. Chwilę później zostaje zaatakowany przez parę zarażonych. Kiedy napastnicy zostają zabici okazuje się, że Mark został ranny i najprawdopodobniej został zarażony. Selena bez chwili wahania brutalnie morduje go maczetą, tłumacząc Jimowi, że infekcja rozprzestrzenia się przez krew i opanowuje ofiarę w przeciągu kilku sekund, czyniąc z niej zagrożeniem dla pozostałych, niezależnie od tego, kim dotychczas była. Ostrzega także, że jeśli Jim zarazi się, zabije go „w mgnieniu oka”. Opuszczając dom, dwójka bohaterów wędruje pustymi ulicami Londynu. Selena stwierdza, że teraz jedyną liczącą się rzeczą jest przetrwanie. Zwabieni migającymi światłami w jednym z okien bloku, odkrywają dwójkę innych ocalałych ludzi – jak się później okazuje – Franka (Brendan Gleeson) i jego nastoletnią córkę Hannah (Megan Burns). Planując pozostać tylko na jedną noc, Selena i Jim rozmawiają o tym, czy powinni trzymać się bliżej Franka i jego córki. Jim stwierdza, że to dobrzy ludzie, podczas gdy Selena boi się, że mogliby ją spowalniać i ostrzega Jima, że stawianie innych przed swoim własnym bezpieczeństwem jest najprostszą drogą do śmierci.

### Uwięzienie ocalonych w zmilitaryzowanej posiadłości
Następnego ranka Frank informuje Jima i Selenę o szczupłych zapasach wody. Włącza także niewielkie radio – w eterze nadawane jest zapętlone nagranie, wysyłane przez żołnierzy z blokady drogowej spod Manchesteru. Głos z nagrania twierdzi, że poza bronią i zapasami jest w stanie zapewnić „odpowiedź na infekcję”. Wspólnie cała czwórka podejmuje ostatecznie decyzję, że podróż jest mniej ryzykowna niż czekanie na śmierć w mieście. Po spakowaniu reszty zapasów do taksówki Franka ocaleli ruszają w podróż. Podczas wyprawy nawiązuje się między nimi więź. Gdy bojowe nastawienie Seleny zdaje się słabnąć, Jim zaczyna dostosowywać się do otaczającej go rzeczywistości. Kiedy wreszcie grupa dociera do wskazanego miejsca, blokada okazuje się opustoszała. Frank przez przypadek zaraża się krwią kapiącą z ciała zarażonego i jest niemal natychmiast zastrzelony przez ukrytych żołnierzy. Ci zabierają Jima, Selenę i Hannah ze sobą do pobliskiej ufortyfikowanej posiadłości, gdzie stacjonują pozostali żołnierze oraz ich dowódca, major Henry West (Christopher Eccleston).
Podczas gdy Hannah jest zrozpaczona śmiercią ojca, między Seleną i Jimem narasta uczucie. Jim przekonuje się, że „odpowiedź na infekcję” Westa to w głównej mierze czekanie, aż zarażeni umrą z głodu (jako że nie posiadają jakichkolwiek odruchów samozachowawczych) i podtrzymywanie morale swoich ludzi poprzez obiecanie im kobiet. Zszokowany Jim próbuje uciec z Seleną i Hannah, ale zostaje otoczony przez pozostałych żołnierzy. Wraz z sierżantem Farrellem (Stuart McQuarrie), który nie zgadza się z planem majora, Jim zostaje pojmany i zamknięty w odosobnionej części posiadłości. Farrell teoretyzuje, że niemożliwe, aby doszło do pandemii wirusa, a Wielka Brytania została zwyczajnie poddana kwarantannie przez resztę świata.

### Konfrontacja z wojskowymi i ucieczka
Następnego dnia więźniowie zostają zaprowadzeni do lasu na egzekucję. Równocześnie żołnierze nakazują przygotować się Selenie i Hannah, dając im suknie z garderoby poprzedniej właścicielki domu. Selena, chcąc pomóc dziewczynie znieść gwałt, podaje jej narkotyki. Podczas sprzeczki o to, w jaki sposób zabić Farrella, Jim ucieka poza mur otaczający posiadłość. Kiedy zmęczony ucieczką leży na ziemi, dostrzega smugę tworzoną przez lecący wysoko samolot – tak jak przewidział Farrell świat zewnętrzny nadal funkcjonuje. Jim zwabia Westa i jednego z jego ludzi na blokadę, po czym wraca do rezydencji. Tam uwalnia Mailera, zarażonego żołnierza, który był trzymany na łańcuchu dla obserwacji. Mailer atakuje żołnierzy w rezydencji, podczas gdy Jim ukradkiem dostaje się do środka, zabija jednego z wojaków i manewruje wśród rosnącej liczby zwłok i zarażonych. Selena i Hannah rozdzielają się, kiedy kobietę ciągnie ze sobą ostatni żywy żołnierz, a dziewczyna w narkotycznym otępieniu udaje się po swoje rzeczy. Jim atakuje z zaskoczenia ostatniego z żołnierzy, po czym brutalnie morduje go gołymi rękoma. Selena, przekonana, że Jim jest zarażony, szykuje się do zabicia go. W ostatniej chwili waha się, co Jim kwituje „to było dłużej niż w mgnieniu oka” i para całuje się namiętnie. Hannah odnajduje ich i cała trójka biegnie do taksówki Franka. Kiedy Hannah siada za kierownicą okazuje się, że na tylnym siedzeniu czeka West. Strzela on do Jima. Hannah rusza gwałtownie do tyłu, zatrzymując się przed drzwiami wyjściowymi rezydencji, gdzie Mailer wyciąga majora przez tylne okno. Hannah zawraca po przyjaciół, podczas gdy zarażeni mordują bezsilnego Westa. W momencie, gdy rozpędzona taksówka uderza w zabarykadowaną bramę posiadłości, akcja zatrzymuje się.

### 28 dni po ucieczce
W krótkich migawkach widać, jak Selena reanimuje Jima w opustoszałym szpitalu. Następnie Jim budzi się w łóżku i rozgląda wokół – nawiązanie do przebudzenia w szpitalu. Tym razem znajduje się jednak w łożu małżeńskim w odosobnionym wiejskim domku. Na parterze Selena zszywa duże kawałki materiału, kiedy z zewnątrz wpada Hannah. Cała trójka wybiega na zewnątrz i rozwija przed chwilą zszytą tkaninę, dodając ostatnią literę do słowa „HELLO”. Chwilę później nad łąką przelatuje wojskowy odrzutowiec, do którego wszyscy machają. Po tym, jak pilot odrzutowca zatacza koło, Selena zastanawia się głośno „Myślisz, że tym razem nas widział?"

## Alternatywne zakończenia
Dodatki umieszczone na wydaniu DVD zawierają trzy alternatywne zakończenia. We wszystkich Jim umiera. Dwa zostały nakręcone, trzecie pozostało wyłącznie w fazie storyboardu.

### Jim umiera w szpitalu
Po tym, jak Jim zostaje postrzelony, Selena i Hannah wiozą go do opuszczonego szpitala tak jak w wersji kinowej, jednak całość sekwencji jest wydłużona. Selena, z pomocą Hannah próbuje uratować Jima, jednak ten umiera na stole podczas reanimacji. Obie są załamane. W końcu Selena mówi Hannah, że pora iść dalej; zabierają karabin majora Westa i wychodzą z pomieszczenia, zostawiając za sobą ciało Jima. Obie przechodzą przez wahadłowe drzwi, które coraz wolniej kołyszą się za nimi, aż wreszcie zatrzymują się zupełnie, zaciemniając obraz.
W komentarzu do sceny Boyle i Garland tłumaczą, że było to oryginalne zakończenie filmu po pierwszym montażu. Wersja ta była wyświetlana na pokazach przedpremierowych, by sprawdzić reakcje widowni. Zostało ono jednak odrzucone jako zbyt ponure; końcowe wyjście ze szpitala miało sugerować, że Selena i Hannah przetrwały, podczas gdy widzowie uznali, że kobiety zmierzają w stronę pewnej śmierci. Boyle i Garland sami określają, że to zakończenie jest ich zamierzonym finałem – nazywają je nawet „prawdziwym zakończeniem”. Zwracają oni w komentarzach uwagę na to, że w tej wersji Jim zatacza pełne koło, jako że zaczyna i kończy fabułę w łóżku w opuszczonym szpitalu.
To zakończenie było dodane także do kinowej wersji filmu. Umieszczone było po napisach końcowych i zaczynało się od kadru ze słowami „Co jeśli...”.

### Scena z odrzutowcem bez Jima
To zakończenie doczekało się tylko ogólnego montażu i jest alternatywną opcją finałowej sekwencji w wiejskiej chatce. Całość przebiega podobnie, jednak ta wersja jest umieszczona po wydarzeniach z alternatywnego zakończenia, gdzie Jim umiera. Kiedy Selena zszywa kawałki materiału, zamiast do nieobecnego Jima mówi do kurczaka chodzącego po chatce. Kiedy samolot przelatuje nad domkiem, tylko Selena i Hannah machają do pilota.

### „Radykalnie alternatywne zakończenie”
Ta wersja filmu nigdy nie została nakręcona i jest umieszczona na wydaniu DVD jako seria ilustracji ze scenorysem i dodanym komentarzem Boyla i Garlanda. To zakończenie zmienia całkowicie przebieg prawie połowy filmu, kierując fabułę w zupełnie innym kierunku. Po tym, jak Frank zostaje zarażony na wojskowej blokadzie, nie pojawiają się żołnierze. Zamiast tego Jim, Selena i Hannah w jakiś sposób powstrzymują Franka, licząc, że uda im się znaleźć lekarstwo na wirusa, zgodnie z obietnicą „odpowiedzi na infekcję” umieszczonej w transmisji radiowej. Wkrótce odkrywają, że blokada miała na celu osłaniać duży kompleks badawczy – ten sam, który występuje w pierwszych scenach filmu.
Wewnątrz grupa odnajduje naukowca, zabarykadowanego wraz z zapasami. Nie chce on otworzyć drzwi, bojąc się, że pozostali zabiorą jego jedzenie. Potwierdza on jednak, że wie czym jest „odpowiedź”. Odmawia on jednak dalszej rozmowy, ponieważ nie chce przywiązywać się do ludzi, którzy wkrótce umrą. Po nieudanych próbach dostania się do środka lub wywabienia mężczyzny na zewnątrz, Jim sprowadza Hannah przed drzwi i opowiada o jej ojcu. Naukowiec w końcu niechętnie wyjaśnia, że Frank może zostać uratowany wyłącznie przez całkowitą wymianę krwi i dostarcza niezbędne przyrządy. Po tym, jak okazuje się, że tylko Jim posiada tę samą grupę krwi, mężczyzna poświęca się, by Frank mógł żyć wraz ze swoją córką. Tuż po transfuzji umierający Jim zostaje pozostawiony przez resztę ludzi, którzy barykadują się wraz z naukowcem przed hordą zarażonych, którzy właśnie dostali się do kompleksu. Przywiązany do stołu, na którym w początkowej scenie leżał szympans, Jim obserwuje na monitorach postępujące zniszczenie kompleksu.
Garland i Boyle tłumaczą, że stworzyli taką wersję fabuły by sprawdzić jak mógłby wyglądać film, jeśli skupiałby się on nadal wyłącznie na czwórce głównych bohaterów. Uznali oni jednak, że taka wersja filmu jest mało wiarygodna, szczególnie z całkowitą transfuzją jako lekarstwem na infekcję. Boyle stwierdza w komentarzu do wydania DVD, że taki pomysł „nie miał większego sensu”, ponieważ fabuła do tej pory ustaliła, że wystarczy nawet najmniejsza kropla krwi, by doszło do zarażenia. Jak komentuje Boyle „Co by zrobili? Wypuścili całą krew i wyczyścili żyły wybielaczem?"

## Niewykorzystane sceny
Istnieje kilka scen, na różnym poziomie montażu i ogólnej realizacji, które nie zostały wykorzystane w końcowej wersji filmu z powodu przekroczenia planowanej długości filmu.
- Podczas wędrówki do domu rodziców Jima bohaterowie zatrzymują się w szpitalu polowym, w którym szukają przydatnych im rzeczy i rozmawiają o skutkach epidemii.
- Między opuszczeniem bloku a sceną w tunelu Frank, korzystając ze swojego doświadczenia zawodowego jako taksówkarz znajduje objazdy dla zablokowanych ulic.
- W czasie podróży taksówką, główni bohaterowie rozmawiają z lekkim rozbawieniem o życiu i wirusie. Całość zmontowana jest w taki sposób, że bohaterowie w niezauważalny dla widza sposób zmieniają się za kierownicą (scena usunięta z powodu innej koncepcji ukazania wędrówki – taksówka jedzie pustymi drogami w akompaniamencie muzyki).
- Dodatkowe ujęcia w trakcie punktu kulminacyjnego, pokazujące kolejne kryjówki Jima.
- Kulminacyjna sekwencja w rezydencji jest uzupełniona o kolejny atak zarażonych na posiadłość, co wywołuje jeszcze większy chaos wśród żołnierzy.

## Obsada
- Cillian Murphy jako Jim
- Naomie Harris jako Selena
- Brendan Gleeson jako Frank
- Noah Huntley jako Mark
- Christopher Eccleston jako major Henry West
- Ray Panthaki jako szeregowy Bedford
- Megan Burns jako Hannah
- Luke Mably jako Clifton
- Christopher Dunne jako ojciec Jima
- Emma Hitching jako matka Jima
- Jukka Hiltunen jako aktywistka
- Alex Palmer jako aktywista
- Bindu de Stoppani jako aktywista
- Alexander Delamere jako Bridges
- Stuart McQuarrie jako sierżant Farrell
- Kim McGarrity jako córka Bridgesa
- Justin Hackney jako zainfekowany chłopiec
- Leo Bill jako szeregowy Jones
- Junior Lanivan jako szeregowy Bell
- Sanjay Rambaruth jako szeregowy Davis
- Marvin Campbell jako szeregowy Mailer
- David Schneider jako naukowiec
- Toby Sedgwick jako zarażony ksiądz

## Produkcja

### Casting
Boyle ponownie pracował nad filmem z Gail Stevens, specjalistką od castingu. Wcześniej współpracowali już nad głośnym Trainspotting. Stevens jest dobrze znana z odkrywania nowych talentów i pomogła dobrać aktorów do takich filmów jak Opór, Wszystko gra, Scoop – Gorący temat, Opowieści z Narnii: Lew, czarownica i stara szafa, Zejście czy Slumdog. Milioner z ulicy. W komentarzach zamieszczonych na wydaniu DVD Boyle wyjaśnia, że aby utrzymać stan niepewności, uznał, że zatrudni stosunkowo mało znanych aktorów. Główną rolę męską otrzymał Cillian Murphy, znany dotąd głównie z małych, niezależnych produkcji, podczas gdy główną postać żeńską otrzymała Naomie Harris, występująca w brytyjskiej telewizji jako dziecko. Ponadto angaż do ról drugoplanowych otrzymali Christopher Eccleston i Brendan Gleeson, aktorzy znani szerszej publiczności (Eccleston wystąpił m.in. w 60 sekund i Innych, a Gleeson w Braveheart. Waleczne serce, Mission: Impossible II, A.I. Sztuczna inteligencja i Krawcu z Panamy).

### Zdjęcia
Zdjęcia kręcono na terenie Wielkiej Brytanii i Niemiec w następujących lokacjach:
- Londyn (m.in. Whitehall, Westminster Bridge, Piccadilly Circus, City of London, kościół św. Anny w Limehouse, Greenwich, Canary Wharf, Isle of Dogs, Plumstead);
- hrabstwo Kumbria (jezioro Ennerdale Water w Parku Narodowym Lake District);
- hrabstwo Surrey (opactwo Waverley Abbey);
- hrabstwo Wiltshire (Trafalgar Park k. Downton);
- Stuttgart[1]

## Nagrody
- Best Horror Film (US Academy of Science Fiction, Fantasy & Horror Films – Saturn Award)
- Best Breakthrough Performance Naomie Harris (Black Reel)
- Best British Film (Empire Award)
- Best Cinematographer Anthony Dod Mantle (European Film Award)
- Danny Boyle (Główna Nagroda w European Fantasy Film in Silver)
- Best Director Danny Boyle (International Fantasy Film Award)

## Nawiązania do filmu
- Gra komputerowa Left 4 Dead jest silnie inspirowana filmem Boyle’a. Intro rozpoczyna się od napisu „Dwa tygodnie od pierwszej infekcji”, co jest nawiązaniem do dwukrotnie użytego „28 dni później”. Równocześnie sam pomysł na fabułę gry jest zaczerpnięty z filmu, a liczba 28 pojawia się wielokrotnie podczas rozgrywki (m.in. napisy na ścianach czy piętro szpitala, na którym zatrzymuje się winda).
- W rankingu stu najstraszniejszych scen filmowych – sporządzonym przez sieć Bravo – scena, kiedy do domu Jima wpada dwójka zarażonych zajęła 98. miejsce.
- W grze Dead Island dostępne jest osiągnięcie „Ile dni później?”. Aby je zdobyć należy grać przez przynajmniej 28 dni od uruchomienia gry po raz pierwszy.